# Akropolis (Vingis)
Akropolis Vingis wird ein Einkaufszentrum- und Unterhaltungszentrum in Vilnius, Litauen. Es wird im Stadtteil Vilkpėdė   der  Hauptstadt Litauens von der litauischen Firma Akropolis Group  gebaut. Das Territorium von 14 Hektar befindet sich am Vingio-Park bei Naujamiestis. Die Fläche beträgt in der Zukunft 70.000 Quadratmeter.

## Geschichte
Zuerst sollte das Gebäude schon 2009 entstehen.
Erst 2013 schloss Akropolis Group  den Vertrag  mit der Stadtgemeinde Vilnius ab. Die Vereinbarung sah vor, dass der Investor auf eigene Kosten die Rekonstruktion (den Umbau) der Giraitės-Straße, der Eiguliu-Straße, eines Teils von Laisvės prospektas und das Straßennetzwerk des Territoriums installieren, die Uferküste der Neris erneuern, die Fußgänger- und Radwege anlegen und allgemeine Nutzungswege im Territorium einrichten wird. Der Vertrag sieht vor, dass der Investor 4,78 Mio. € in die Infrastrukturentwicklung investiert.
2021 ist die Eröffnung vorgesehen.[veraltet]